# Prosantorhinus
Il prosantorino (gen. Prosantorhinus) è un rinoceronte estinto, vissuto nel Miocene inferiore e medio (tra 20 e 15 milioni di anni fa) e i suoi resti fossili sono stati ritrovati in Europa e Asia.

## Descrizione
Questo animale era un rinoceronte di taglia medio – piccola, dal corpo molto robusto e tarchiato. Le zampe erano molto corte, e l'aspetto generale doveva essere più simile a quello di un ippopotamo che a quello di un rinoceronte. Lungo poco più di due metri e mezzo, questo animale era più piccolo di altri rinoceronti analoghi vissuti nello stesso periodo (come Diaceratherium). Il cranio era molto corto, in particolare il muso, ed era dotato di un corno relativamente sviluppato; la dentatura era costituita da molari larghi e dalla corona bassa (brachidonte). 

## Classificazione
Il genere Prosantorhinus è stato descritto per la prima volta nel 1973 per includere alcune specie di rinoceronti del Miocene inferiore e medio europeo, attribuite in precedenza ad altri generi di rinoceronti. Prosantorhinus è un rappresentante primitivo del gruppo dei teleoceratini, che comprendeva rinoceronti dalle zampe tozze e dal corpo molto robusto. A questo genere sono ascritte due specie: P. germanicus e P. douvillei, rinvenute in Germania, Svizzera e Francia. Altri resti attribuiti al genere sono stati ritrovati in Asia.

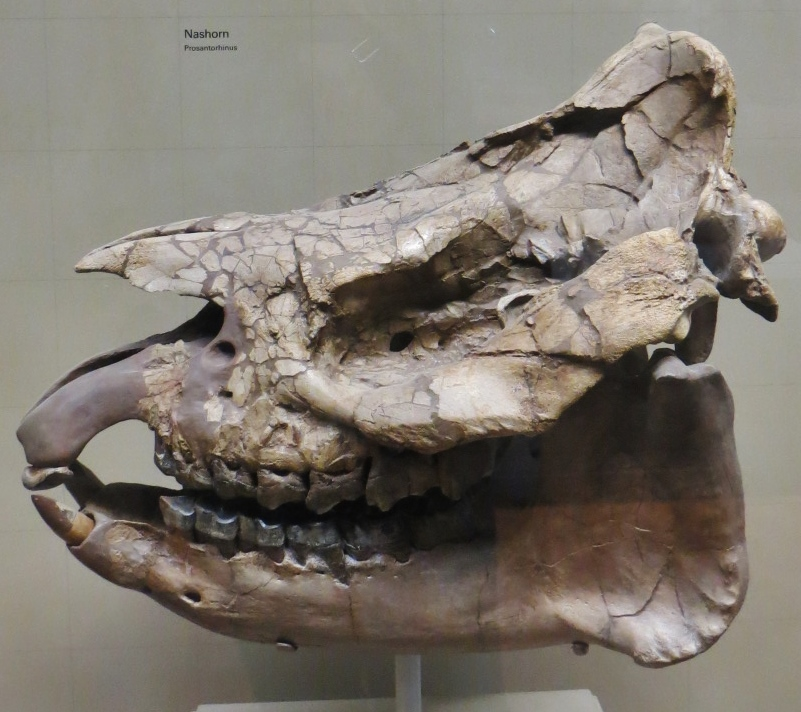
Cranio di Prosantorhinus

## Paleobiologia
Prosantorhinus viveva in un ambiente semiacquatico, forse paludoso, e si cibava di piante tenere e soffici. I denti, tuttavia, mostrano che questo animale poteva cibarsi di materiale più fibroso.